# إم. توماس إنجي
إم. توماس إنجي (بالإنجليزية: M. Thomas Inge)‏ هو مؤرخ الفن ومؤرخ أمريكي، ولد في 18 مارس 1936 في نيوبورت نيوز في الولايات المتحدة.